# Argentina na Letních olympijských hrách 1988
Argentinase účastnila Letní olympiády 1988 v jihokorejském Soulu v 18 sportech. Zastupovalo ji 118 sportovců (93 mužů a 25 žen).

## Medailové pozice
| Medaile | Jméno                | Sport    | Disciplína   |
| ------- | -------------------- | -------- | ------------ |
| Stříbro | Gabriela Sabatiniová | Tenis    | Ženy dvouhra |
| Bronz   | Družstvo mužů        | Volejbal | Turnaj mužů  |